# Đường cao tốc Biên Hòa – Vũng Tàu
Đường cao tốc Biên Hòa – Vũng Tàu (ký hiệu toàn tuyến là CT.28) là một đoạn đường cao tốc thuộc hệ thống đường cao tốc Việt Nam tại miền Đông Nam Bộ của Việt Nam. Với tổng chiều dài 77.6 km, đường cao tốc này khi hoàn thành sẽ nối Đồng Nai với cảng Vũng Tàu của Thành phố Hồ Chí Minh.

## Quy hoạch
Dự án đường cao tốc này từng được quy hoạch từ năm 2015 đến 2021 với ký hiệu cũ là CT.13 và điểm cuối của tuyến chỉ đến Thành phố Bà Rịa.
Cho dù Quyết định 1454/QĐ–TTg không nói cụ thể về đoạn nối giữa đường cao tốc Bắc – Nam phía Đông (đường cao tốc Bến Lức – Long Thành) và đường cao tốc Thành phố Hồ Chí Minh – Long Thành – Dầu Giây (đoạn Dầu Giây – Long Thành), nhưng theo Quyết định 1605/QĐ–BGTVT về đầu tư dự án thành phần 2 đường cao tốc Biên Hòa – Vũng Tàu, đoạn Long Thành – Tân Hiệp sẽ là một phần của tuyến đường này nhằm đồng bộ với hệ thống đường cao tốc Bắc – Nam phía Đông.

## Vị trí
Dự án có điểm đầu tại tuyến Võ Nguyên Giáp (Quốc lộ 1) thuộc phường Phước Tân, tỉnh Đồng Nai và điểm cuối là nút giao thông Cửa Lấp thuộc phường Phước Thắng, Thành phố Hồ Chí Minh. Trong đó đoạn đi qua Đồng Nai dài khoảng 34 km và đoạn đi qua Thành phố Hồ Chí Minh dài khoảng 19 km.

## Thiết kế
Theo báo cáo đầu tư đề xuất dự án của Tổng công ty Tư vấn thiết kế Giao thông vận tải (TEDI), đường cao tốc dài 77,6 km. Trong đó phần tuyến cao tốc dài 53 km, phần tuyến kết nối khoảng 13 km, phần đường đô thị khoảng 2,8 km, phần tuyến theo quy mô II khoảng 8,8 km. Trong số này, đoạn Biên Hòa – Quốc lộ 51C (Đồng Nai) (cao tốc) dài 29 km; đoạn Quốc lộ 51C (Đồng Nai) – Bà Rịa (cao tốc) dài 24 km; đoạn Bà Rịa – đường ven biển thành phố Vũng Tàu dài 13 km; đoạn từ đường ven biển thành phố Vũng Tàu đến Quốc lộ 51C (Vũng Tàu) dài 2,8 km và đoạn nối Phú Mỹ – Quốc lộ 51 (vào cảng Cái Mép – Thị Vải) dài 8,8 km.
Tuyến cao tốc Biên Hòa – Vũng Tàu được thiết kế với quy mô đường cao tốc loại A, tốc độ tối đa thiết kế từ 100 km/h, quy mô 4 làn xe giai đoạn 1 (6 làn xe giai đoạn hoàn chỉnh), nền đường rộng 24,75m đối với đoạn Biên Hòa – Long Thành và Tân Hiệp – Bà Rịa; đoạn Long Thành – Tân Hiệp vận tốc thiết kế 100 km/h, quy mô 6 làn xe giai đoạn 1 (8 làn xe giai đoạn hoàn chỉnh), nền đường rộng 32,25m và đoạn Bà Rịa – đường ven biển thành phố Vũng Tàu được thiết kế với vận tốc 80 km/h, quy mô 4 làn xe, nền đường rộng 17m.

## Xây dựng
Dự án ban đầu do liên danh bao gồm Tổng công ty IDICO, Tổng công ty Sông Đà và Ngân hàng Đầu tư và phát triển Việt Nam làm chủ đầu tư. Liên danh này đã thành lập Công ty Cổ phần Đầu tư phát triển đường cao tốc Biên Hòa – Vũng Tàu (BVEC) để quản lý và thực hiện dự án.
Năm 2010, Bộ Giao thông vận tải được Chính phủ giao quyền phê duyệt đề xuất dự án đầu tư xây dựng tuyến đường cao tốc Biên Hòa – Vũng Tàu.
Ngày 30 tháng 12 năm 2014, do xét thấy dự án đường cao tốc Biên Hòa – Vũng Tàu có chi phí khá lớn nên đơn vị tư vấn giám sát (PMU 85 thuộc Bộ Giao thông vận tải) đã đề xuất phân kỳ đầu tư thành 4 giai đoạn. Theo đó, giai đoạn 1 ưu tiên xây dựng 47 km cao tốc từ Biên Hòa – Quốc lộ 51 quy mô 4 làn xe trước. Tổng mức đầu tư cho giai đoạn này là 7.605 tỷ đồng.
Tuy nhiên, vì không xác định được nguồn vốn đầu tư và phương án đầu tư không khả thi nên nhà đầu tư đã quyết định trả lại dự án cho Bộ Giao thông vận tải. Tháng 6 năm 2015, BVEC đã chính thức bàn giao lại hồ sơ dự án cho Bộ Giao thông vận tải.
Tháng 7 năm 2015, Phó Thủ tướng Hoàng Trung Hải đồng ý chấm dứt đầu tư dự án của Tổng công ty cổ phần Đầu tư Đường cao tốc Biên Hòa – Vũng Tàu (BVEC).
Ngày 7 tháng 2 năm 2020, Thủ tướng Chính phủ Nguyễn Xuân Phúc vừa có văn bản về việc triển khai dự án xây dựng đường cao tốc Biên Hòa – Vũng Tàu. Theo đó, Thủ tướng chấp thuận cho UBND tỉnh Bà Rịa – Vũng Tàu là cơ quan lập báo cáo nghiên cứu tiền khả thi dự án trình Thủ tướng Chính phủ xem xét, quyết định chủ trương đầu tư như đề nghị của Bộ GTVT.
Ngày 25 tháng 7 năm 2022, Chính phủ ban hành Nghị quyết 90/NQ–CP về việc triển khai Nghị quyết 59/2022/QH15 ngày 16 tháng 6 năm 2022 của Quốc hội về chủ trương đầu tư Dự án đầu tư xây dựng đường bộ cao tốc Biên Hòa – Vũng Tàu giai đoạn 1.
Đường cao tốc này chính thức được khởi công vào ngày 18 tháng 6 năm 2023 với dự án 3 thành phần từ nút giao Quốc lộ 1 (tuyến tránh), Biên Hòa đến nút giao Quốc lộ 56, dự kiến cơ bản hoàn thành vào năm 2025 và hoàn thành đưa vào khai thác toàn dự án vào năm 2026. Dự kiến hoàn thành toàn bộ dự án đến nút giao Cửa Lấp trước ngày 30 tháng 6 năm 2027.

### Tai nạn lao động
Vào khoảng 14 giờ ngày 18 tháng 7 năm 2025, một vụ tai nạn lao động chết người đã xảy ra tại công trình cầu vượt cao tốc qua đường Phùng Hưng, thuộc địa bàn xã An Phước, tỉnh Đồng Nai. Khi công nhân đang đứng dưới công trình để điều chỉnh vị trí cống bê tông, một cần cẩu cao 10 m, nặng khoảng 7 tấn đã ngã sập xuống đất. Một nam công nhân bị cần cẩu đè phải, dẫn đến tử vong.

## Chi tiết tuyến đường

Bảng thông tin tốc độ cao tốc, đoạn Biên Hoà – Bà Rịa

### Làn xe
- Biên Hòa – Long Thành, Tân Hiệp – Bà Rịa: 4 làn xe và 2 làn dừng khẩn cấp
- Long Thành – Tân Hiệp: 6 làn xe và 2 làn dừng khẩn cấp
- Phú Mỹ – Cảng Cái Mép, Bà Rịa – Vũng Tàu: 4 làn xe và 2 làn dừng khẩn cấp, 4 làn xe song hành

### Chiều dài
- Biên Hoà – Bà Rịa (Giai đoạn 1): 53.7 km
- Bà Rịa – Vũng Tàu (Giai đoạn 2): 15.1 km

### Tốc độ giới hạn
- Biên Hoà – Bà Rịa: Tối đa: 100 km/h, Tối thiểu: 60 km/h
- Phú Mỹ – Cảng Cái Mép, Bà Rịa – Vũng Tàu: Tối đa: 80 km/h, Tối thiểu: 60 km/h

## Lộ trình chi tiết
- IC – Nút giao, JCT – Điểm lên xuống, SA – Khu vực dịch vụ (Trạm dừng nghỉ), TN – Hầm đường bộ, TG – Trạm thu phí, BR – Cầu
- Đơn vị đo khoảng cách là km.
- Phần màu xanh dương (■): Đoạn đi trùng với  Đường cao tốc Bắc – Nam phía Đông

| Số                                       | Tên                       | Khoảng cách từ đầu tuyến | Kết nối                                                          | Ghi chú                                                            | Vị trí                | Vị trí                            |
| ---------------------------------------- | ------------------------- | ------------------------ | ---------------------------------------------------------------- | ------------------------------------------------------------------ | --------------------- | --------------------------------- |
| 1                                        | IC Biên Hòa               | 0.0                      | Quốc lộ 1 (Đường Võ Nguyên Giáp, tuyến tránh thành phố Biên Hòa) | Đầu tuyến đường cao tốc Đang thi công                              | Đồng Nai              | Phước Tân                         |
| TG                                       | Trạm thu phí Biên Hòa     | 1.2                      |                                                                  | Đang thi công                                                      | Đồng Nai              | Phước Tân                         |
| 2                                        | IC Long Thành             | 16.8                     | Đường cao tốc Thành phố Hồ Chí Minh – Long Thành – Dầu Giây      | Đang thi công                                                      | Đồng Nai              | Long Thành                        |
| 3                                        | IC Đường tỉnh 310B        | 19.0                     | Đường tỉnh 310B Sân bay quốc tế Long Thành                       | Đang thi công                                                      | Đồng Nai              | Long Thành                        |
| SA                                       | Trạm dừng nghỉ Phước Thái | 25.5                     |                                                                  | Đang thi công                                                      | Đồng Nai              | Long Phước                        |
| 4                                        | IC Tân Hiệp               | 29.6                     | Đường cao tốc Bến Lức – Long Thành Quốc lộ 51C                   | Đang thi công                                                      | Đồng Nai              | Phước Thái                        |
| 5                                        | IC Hắc Dịch               |                          | Đường tỉnh 991 (Đường Mỹ Xuân – Ngãi Giao – Hòa Bình)            | Được đề xuất                                                       | Thành phố Hồ Chí Minh | Phú Mỹ                            |
| 6                                        | IC Phú Mỹ                 | 39.0                     | Đường Phú Mỹ – Tóc Tiên                                          | Đang thi công                                                      | Thành phố Hồ Chí Minh | Phú Mỹ                            |
| 7                                        | IC Châu Pha               | 48.5                     | Đường Hội Bài – Châu Pha                                         | Kết nối với Đường vành đai 4 (Thành phố Hồ Chí Minh) Đang thi công | Thành phố Hồ Chí Minh | Tân Phước                         |
| 8                                        | IC.8                      |                          |                                                                  | Được đề xuất                                                       | Thành phố Hồ Chí Minh | Tân Hải                           |
| 9                                        | IC Nguyễn Tất Thành       | 51.0                     | Đường Nguyễn Tất Thành                                           | Đang thi công                                                      | Thành phố Hồ Chí Minh | Bà Rịa                            |
| TG                                       | Trạm thu phí Bà Rịa       | 52.0                     |                                                                  | Đang thi công                                                      | Thành phố Hồ Chí Minh | Bà Rịa                            |
| 10                                       | IC Quốc lộ 56             | 53.7                     | Quốc lộ 56                                                       | Cuối tuyến đường cao tốc giai đoạn 1 Đang thi công                 | Thành phố Hồ Chí Minh | Bà Rịa                            |
| 11                                       | IC Vũng Vằn               | 59.1                     | Quốc lộ 55                                                       | Đang thi công                                                      | Thành phố Hồ Chí Minh | Ranh giới Bà Rịa – Long Điền      |
| BR                                       | Cầu Vũng Tàu              | ↓                        |                                                                  | Vượt sông Cỏ May Đang thi công                                     | Thành phố Hồ Chí Minh | Ranh giới Long Điền – Phước Thắng |
| 12                                       | IC Cửa Lấp                | 68.8                     | Đường tỉnh 994                                                   | Cuối tuyến đường cao tốc giai đoạn 2 Đang thi công                 | Thành phố Hồ Chí Minh | Phước Thắng                       |
| 1.000 mi = 1.609 km; 1.000 km = 0.621 mi |                           |                          |                                                                  |                                                                    |                       |                                   |